# Geschichte des Begriffs Erdsphäre
Der Begriff der Erdsphäre wird seit dem neunzehnten Jahrhundert regelmäßig in naturwissenschaftlichen Publikationen benutzt. Ab den 1970ern wird er verstärkt verwendet und verdrängt dabei zunehmend einen bestimmten Geosphäre-Begriff, der inhaltlich mit ihm gleichbedeutend ist. Seit seiner Prägung erfuhr der Erdsphäre-Begriff einen einzigen Bedeutungswandel. Der Wandel fand in den frühen Jahren des zwanzigsten Jahrhunderts statt. Seitdem ist der Begriff inhaltlich stabil und eindeutig geblieben.

## Anfänge
Im naturwissenschaftlichen Schrifttum wurde Erdsphäre erst ab der Mitte des 19. Jahrhunderts vermehrt gebraucht. Noch ältere Verwendungen sind sehr selten. Im 19. Jahrhundert war Erdsphäre aber noch gleichbedeutend mit Begriffen wie Erdkugel oder Planet Erde:

„Auch unser Mond hat sich, nachdem sich die Erdsphäre gebildet hatte, von dieser als Ring abgelöst und sich aus dem Ringe zur Kugel zusammengerollt.“

„Das Jahr des Neptun ist 164 Jahren der unserigen gleich, die Jahreszeiten dauern auf ihm länger denn 40 Jahre, seine Dichtigkeit ist beinahe dieselbe, wie die des Buchenholzes, sein Volumen übertrifft um das 100fache das der Erdsphäre."“

## Bedeutungswandel

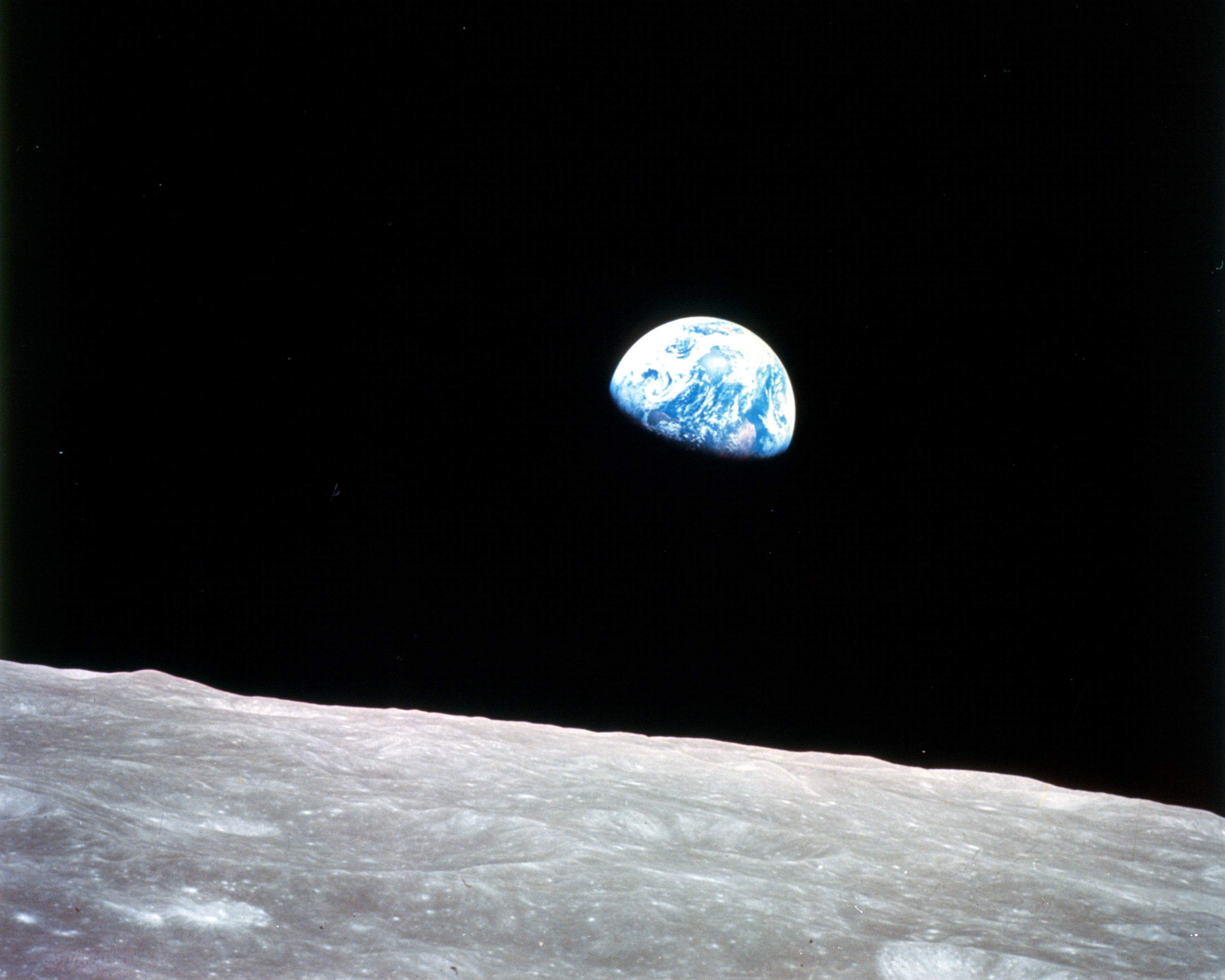
Ursprünglich bezeichnete Erdsphäre den ganzen Planeten Erde in seiner kugelähnlichen Gestalt. Wie hier zu sehen auf einem Foto der Mondmission Apollo 8.

Allerdings war zur Mitte des 19. Jahrhunderts längst ein bestimmter weiterer Sphäre-Begriff bekannt, nämlich der Begriff der Atmosphäre. Außerdem entwickelte sich spätestens in den 1860er und 1870er Jahren der Begriff der Pyrosphäre zu einem geowissenschaftlichen Fachwort. Weiterhin stellte 1864 der britische Arzt und Universalgelehrte Hugh Doherty sein System der sphärischen Reiche (spheric realms) vor. Dohertys Veröffentlichung erwies sich 1871 als die direkte Vorarbeit für die Prägung des Begriffs Geosphäre. Nur vier Jahre später wurden weitere Sphäre-Begriffe vorgestellt – Barysphäre, Lithosphäre, Hydrosphäre und Biosphäre. Ihnen folgten 1899 die Tektosphäre, 1901 die Zentrosphäre und schließlich 1905 die Pedosphäre als zehnter Sphäre-Begriff.
Jeder der eben erwähnten Sphäre-Begriffe beschrieb einen bestimmten, hüllartigen Teilaspekt des Planeten Erde. Infolge dieser semantischen Entwicklung konnte der Planet als Ganzes fortan nicht mehr als eine einzige Erdsphäre angesprochen werden. Denn in der Vorstellung war der Himmelskörper nun aus mehreren Erd-Sphären aufgebaut. Darum verlor Erdsphäre seine Bedeutung als Erdkugel-Synonym. Das Wort wandelte sich zu einem Oberbegriff, unter dem Atmosphäre, Geosphäre, Lithosphäre und viele weitere Sphäre-Begriffe gruppiert wurden.
Der Wechsel zwischen beiden Erdsphäre-Begriffen – fort vom Erdkugel-Synonym, hin zum Erdsphären-Oberbegriff – erfolgte fließend zu Beginn des zwanzigsten Jahrhunderts. Auf der einen Seite kam noch für einige Jahrzehnte der ältere Erdsphäre-Begriff zum Einsatz. Ein spätes Beispiel findet sich in dem Lehrbuch des österreichischen Geologen Franz Toula (1845–1920). Auf der anderen Seite hatte bereits die Ära des neuen Erdsphäre-Begriffs begonnen, geprägt vom deutschen Geographen Alfred Hettner:

„In Bezug auf ihre Bestandmassen und deren Anordnung im Großen erscheint uns die Erde aus drei Hauptgliedern zusammengesetzt, welche die drei Aggregatzustände des Stoffes zeigen und nach ihrer Dichte geordnet von außen nach innen im allgemeinen konzentrisch gelagert erscheinen:
1. die Lufthülle oder die Atmosphäre,
2. die Wasserhülle oder die Hydrosphäre,
3. die feste Erdkruste oder die Lithosphäre.
Dazu kommt als weiteres, der direkten Beobachtung nicht zugängliches Glied des Erdganzen:
4. Das Erdinnere oder der Erdkern, die Pyrosphäre oder die Barysphäre.
Schon hier sei angeführt, dass die mittlere Dichte der die uns allein bekannte äußere Erdsphäre zusammensetzenden Mineralien höchstens mit 2·8 angenommen werden kann.“

„Der Begriff der Erdoberfläche ist nicht ganz leicht zu fassen. Er ist keineswegs allein in der Gestalt der festen Erdoberfläche oder überhaupt in irgend einer einzelnen Tatsachenreihe gegeben, sondern umfasst alle Naturreiche: den Erdboden, das Wasser, die Luft, die Pflanzen- und Tierwelt, den Menschen und seine Werke, und spricht sich in jedem Naturreiche wieder in den allerverschiedensten Beziehungen aus. Wir müssen ihm alle Erscheinungen der Erdoberfläche zurechnen, welche im äußeren Bilde der Landschaft zum Ausdruck kommen oder sich durch den Einfluss, den sie auf andere Erscheinungen dieser Erdstelle ausüben, als wesentliche Eigenschaften derselben erweisen. … Es ist die Aufgabe der ganzen physischen Geographie, zu verfolgen, in welcher Weise die [im Text unmittelbar vorher] genannten Energien in den geographischen Erscheinungen der verschiedenen Naturreiche oder Erdsphären zur Geltung kommen.“

## Entwicklungen im englischen und russischen Sprachraum
Im englischen Sprachraum fand der neue Erdsphäre-Begriff zunächst wenig Beachtung. Das lag an einem anderen Begriff, der ungefähr zur gleichen Zeit geprägt worden und inhaltlich deckungsgleich mit dem neuen Erdsphäre-Begriff war: Der schottische Meeresforscher John Murray (1841–1914) prägte 1908 mit dem Ausdruck geospheres (im Plural !) seinen eigenen Geosphäre-Begriff. Dieser bestimmte Geosphäre-Begriff wurde aufgegriffen vom russischen Geowissenschaftler Wladimir Iwanowitsch Wernadski (1863–1945). Auf diese Weise gelangten Murrays Geosphären in den Sprachgebrauch der russischen Geowissenschaftler. Unter ihnen sollte der Begriff viele Jahrzehnte hindurch gepflegt werden. Russischsprachige Wissenschaftler prägten seither zahlreiche Bezeichnungen für diverse, einzeln anzusprechende Geosphären.

### Vongeosphereszuearth’s spheres
Die semantische Vorherrschaft von Murrays geospheres war jedoch auch innerhalb der englischsprachigen Geowissenschaften nicht ausschließlich. So wurde während der 1920er in wenigen Fällen von earth spheres geschrieben. Auch in späteren Jahrzehnten finden sich vereinzelte Belege dieses Ausdrucks.
In den 1960ern und 1970ern wurden russische naturwissenschaftliche Publikationen verstärkt auf Englisch verlegt. In diesen Publikationen fand sich gelegentlich der Begriff der earth’s spheres. Dieser Begriff erinnerte zwar an den Erdsphäre-Begriff von Alfred Hettner. Trotzdem war earth’s spheres keine verspätete Übernahme aus der deutschsprachigen Geographie. Stattdessen war der Ausdruck eine naheliegende Übersetzungsmöglichkeit für geospheres. wie sie durch Wernadski ins Russische eingeführt worden waren: Earth’s spheres war eine Übersetzung von Wernadskis Geosphäre-Begriff. Nun hatte ja Wernadski den Begriff einst vom englischsprachigen Meeresforscher John Murray übernommen. Demzufolge stellten die jetzt auftauchenden Earth’s spheres. letztlich Rückübersetzungen von Murrays geospheres. wieder ins Englische dar. Dabei waren Murrays geospheres. nach wie vor synonym zu Hettners Erdsphären. Deshalb besaßen die seit den 1960ern publizierten earth’s spheres. den gleichen Bedeutungsinhalt wie die bereits im Jahr 1903 geprägten Erdsphären.
Eigene angloamerikanische Autoren verwendeten earth’s spheres erstmals wahrscheinlich 1972. Schon etwas früher wurde zudem der ältere Ausdruck earth spheres wiederbelebt.

## Aktuelle Situation

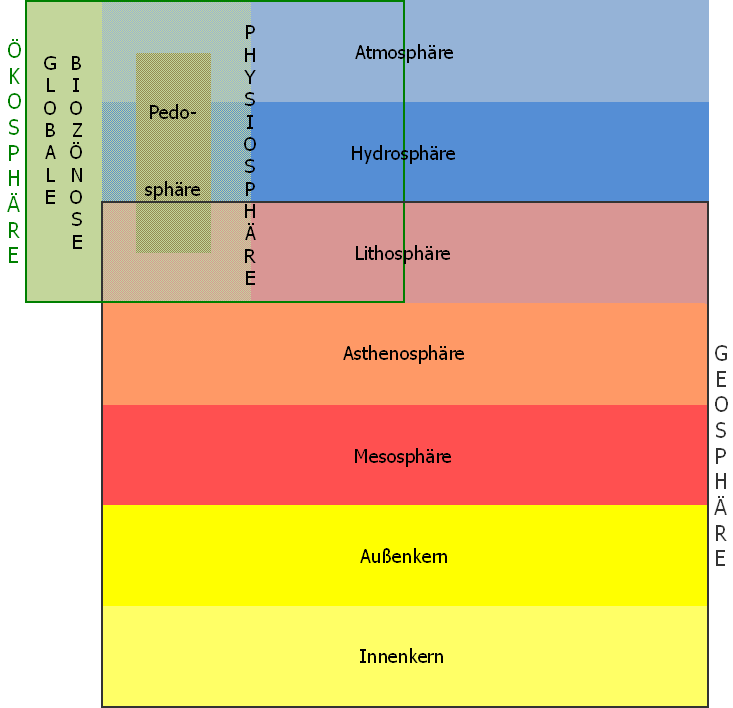
Der Verbund der Erdsphären

Seit den beginnenden 1970ern werden sowohl earth’s spheres als auch earth spheres häufiger in naturwissenschaftlichen Veröffentlichungen verwendet. Sie sind inhaltlich gegeneinander austauschbar und entsprechen Alfred Hettners Erdsphären. Weitere, nahe verwandte Ausdrücke für den gleichen Begriffsinhalt lauten spheres of the earth system, earth layers oder Sphären der Erde.

„Im landschaftlichen Hauptstockwerk durchdringen sich die Erdsphären: Atmosphäre, Hydrosphäre, Biosphäre, Pedosphäre, Lithosphäre und Soziosphäre.“

Keiner der eben vorgestellten Begriffe war allerdings in der Lage, den synonymen Geosphäre-Begriff nach John Murray vollständig zu verdrängen – obwohl neben Murrays noch mindestens neun weitere Geosphäre-Begriffe existier(t)en und darum die Verwendung von Geosphäre entsprechend große Missverständnismöglichkeiten birgt.